# Thaddeus Shubsda
Thaddeus Anthony Shubsda (ur. 2 kwietnia 1925 w Los Angeles, zm. 26 kwietnia 1991) – amerykański biskup katolicki polskiego pochodzenia. Święcenia kapłańskie przyjął w 1950 z rąk kard James McIntyre. 

## Życiorys
W 1976 mianowany biskupem pomocniczym Los Angeles i tytularnym biskupem Tragurium. Sakry biskupiej udzielił mu kard. Timothy Manning.
W 1982 został mianowany biskupem ordynariuszem diecezji Monterey w Kalifornii.